# إيكر خيمينيز
إكير خيمينيز (بالإسبانية: Iker Jiménez) هو كاتب وصحفي ومقدم تلفزيوني إسباني، ولد في 10 يناير 1973 في فيتوريا-غاستيز في إسبانيا.

## وصلات خارجية
- الموقع الرسمي
- إكير خيمينيز على موقع IMDb (الإنجليزية)
- إكير خيمينيز على موقع قاعدة بيانات الفيلم (الإنجليزية)